# 石井雅実
石井 雅実（いしい まさみ、1952年9月4日 - 2020年1月14日）は、日本の実業家。元損害保険ジャパン副社長、元かんぽ生命保険取締役兼代表執行役社長。

## 人物・経歴
東京都出身で、東京大学経済学部を卒業した。
昭和51年（1976年）4月に安田火災海上保険株式会社（現・損害保険ジャパン株式会社）に入社した。法人営業の担当部長などを経て、平成17年（2005年）4月に同社執行役員に就任し、平成19年（2007年）4月には同社常務執行役員に、同年6月には同社取締役常務執行役員に昇任した。平成22年（2010年）6月には同社代表取締役専務執行役員に、平成23年（2011年）4月には同社代表取締役副社長執行役員に就任した。
平成24年（2012年）6月に、日本銀行出身の山下泉の後任として、株式会社かんぽ生命保険取締役兼代表執行役社長に就任した。平成25年（2013年）6月には、日本郵政株式会社の取締役を兼ねた。平成29年（2017年）5月に、株式会社かんぽ生命保険の社長を退任し、元東京海上ホールディングス執行役員の植平光彦が後任として就任した。退任の背景として、日本郵政グループの持株会社である日本郵政株式会社の当時の社長である長門正貢との確執があったとされる。
令和2年  (2020年) 1月14日、死去。67歳没。